# Garsauritis bellatula
Garsauritis bellatula är en fjärilsart som beskrevs av Ferreira d'almeida 1945. Garsauritis bellatula ingår i släktet Garsauritis och familjen praktfjärilar. Inga underarter finns listade i Catalogue of Life.